# Oscar Linnér
Oscar Carl Linnér, född 23 februari 1997 i Danderyd, är en svensk fotbollsmålvakt.

## Klubbkarriär

### Tidig karriär
Linnér inledde som femåring sin fotbollskarriär i moderklubben Stocksunds IF där han spelade till tioårsåldern då hela laget flyttade över till FC Djursholm. I FC Djursholm spelade han sju- och elvamannafotboll och årskullen var framgångsrik både nationellt och internationellt. Det blev under två säsonger även spel i Pojkallsvenskan då laget tog sig till slutspel.
Han lämnade FC Djursholm under hösten 2009 för att fortsätta i IF Brommapojkarna där han spelade med deras P97:or, men återvände efter säsongen till FC Djursholm igen för att kunna träna mer istället för att lägga tid på att pendla. Som 15-åring återvände Linnér till Brommapojkarna, men ratades av klubben på Grimsta IP och 2013 och 2014 tillbringade han med FC Djursholms U17-lag då man slutade fyra och trea i U17 Allsvenskan Norra.

### AIK Ungdomsakademi
Efter att provtränat med AIK:s U19-lag skrev Linnér i december 2014 på ett kontrakt med klubben. Efter att ha haft stora framgångar i klubbens ungdomslag fick han sedan förtroende att ta klivet upp till a-laget, vilket innebar att det endast blev en säsong i AIK:s U19-lag.

### AIK

#### Säsongen 2015
Den 2 juli 2015 tävlingsdebuterade Linnér i Europa League-kvalet mot finländska VPS Vasa, en match som slutade oavgjort 2-2. Endast fem dagar efter gjorde han allsvensk debut mot Kalmar FF då laget spelade 0-0 och Linnér höll därmed nollan i sin allsvenska debut. Linnér spelade totalt två allsvenska matcher och två Europa League-matcher för AIK i sin debut säsong.

#### Säsongen 2016
Under 2016 spelade Linnér nio tävlingsmatcher för AIK varv två av dem i allsvenskan. Linnér hade vi det här laget blivit AIK:s andra val bakom Patrik Carlgren då det var han som vaktade målet nästintill varje match.

#### Säsongen 2017
Under vintern lämnade förstemålvakten Patrik Carlgren klubben då kontraktet löpte ut och Oscar Linnér fick som nybliven 20-åring chansen att på allvar ta rollen som förstemålvakt i AIK. Han inledde tävlingssäsongen med att hålla nollan i de tre gruppspelsmatcherna i Svenska cupen innan BK Häcken väntade i kvartsfinalen på Bravida Arena. Linnér svarade för en enhandsräddning i den andra halvleken för att hålla matchen mållös, men han var chanslös då mittbacken Rasmus Lindgren fick drömträff från långt håll. I slutminuterna flyttade AIK upp spelare vilket ledde till ytterligare två baklängesmål.
De första månaderna i Allsvenskan var tuffa för en ung målvakt i en av Sveriges största klubbar och kritiken var hård efter två insläppta mål borta mot Jönköpings Södra IF (1–2) den 22 april 2017, men trots detta höll Linnér nolla efter nolla i seriespelet. Orutinen hjälpte dock till i det faktum att han drog på sig tre gula kort under de första åtta omgångarna vilket gjorde att han var avstängd i bortaderbyt mot Djurgården (1–0) där andremålvakten Kyriakos Stamatopoulos blev stor matchhjälte efter att ha svarat för en av sina bästa insatser i AIK-tröjan. I Uefa Europa League ställdes AIK i de två första kvalomgångarna under sommaren mot KÍ Klaksvík samt FK Željezničar och Linnér höll nollan i de fyra matcherna.
I den tredje kvalomgången väntade portugisiska SC Braga och efter 1–1 på Friends Arena väntade returen inför 13 851 åskådare på Estádio Municipal de Braga. AIK tog ledningen i den första halvleken genom Chinedu Obasi och var på väg mot en skrällseger, men då kom kvitteringen efter att den unge AIK-målvakten missbedömt studsen på ett inlägg och bollen hamnade till slut i AIK-målet. Med sekunder kvar av förlängningen avgjorde också hemmalaget. Kritiken var massiv mot den 20-årige målvakten, men istället för att vika ner sig visade Linnér upp ett starkt psyke och matchen blev något av en vändpunkt för honom i karriären. Efter landslagsuppehållet i september lyfte han sitt spel till ännu en ny nivå och han bidrog starkt till att AIK slutade tvåa i Allsvenskan.

#### Säsongen 2018
Året 2018 skulle bli ett minnesvärt år för Linnér. Under 2018 lyste det självförtroende om Linnér och han bidrog till det starka försvarsspelet som AIK visade upp redan från början av säsongen. Efter fyra nollor i AIK:s tävlingsmatcher skadade han sitt ena knä under en träning på Karlberg den 25 april vilket innebar att han missade resten av vårsäsongen och ersattes mellan stolparna av Budimir Janošević. Efter VM-uppehållet var Linnér tillbaka i AIK-målet igen och fortsatte att spela stabilt med följd att segrarna och nollorna rullade in på kontot. Det blev sammanlagt 13 allsvenska nollor under säsongen på de 21 spelade matcherna och i hemmamötet med Örebro SK (1–1) inför 21 023 åskådare på Friends Arena var han nära att bli en stor matchhjälte då han med högerfoten räddade en straffspark i den 86:e minuten, men efter en utvisning orkade AIK inte hålla undan och gästerna kvitterade på stopptid.
AIK fortsatte guldjakten under avslutningen av säsongen, men en ljumskskada i den 28:e omgången borta mot Östersunds FK (2–1) gjorde att han missade de två avslutande matcherna då AIK säkrade sitt tolfte allsvenska guld efter endast 16 insläppta mål på de 30 allsvenska matcherna. Oscar Linnér var 21 år då han vann sitt första SM-guld och han är därmed AIK:s yngste förstemålvakt med ett SM-tecken sedan Allsvenskans start 1924.

#### Säsongen 2019
Linnér var en av AIK:s stora guldhjältar förra säsongen då han spelade majoriteten av matcherna. Linnér hade sedan tidigare varit attraktiv på marknaden, och hade en del bud på sig redan i fjolåret, men valde ändå att stanna i AIK. Han uttryckte flera gånger hur mycket han trivdes i AIK och blev därmed kvar i klubben även säsongen 2019. Inför säsongen hade Linnér spelat 76 tävlingsmatcher för AIK och hållit nollan i 38 av dem, det vill säga i exakt hälften av de spelade matcherna.
Linnér spelade 36 matcher för AIK säsongen 2019, varav 27 av dem i allsvenskan. AIK slutade på en fjärdeplats i ligan vilket var klubbens sämsta placering sedan säsongen 2012 och man åkte ur svenska cupen i semifinalen.
Linnér spelade totalt 81 allsvenska matcher för AIK, där han höll nollan i 41 stycken, vilket gör att han lade sig på en femteplats för målvakter med flest nollor i AIK:s historia. Han spelade sammanlagt 112 tävlingsmatcher för klubben.

### Arminia Bielefeld
Den 7 januari 2020 värvades Linnér av Arminia Bielefeld, där han skrev på ett kontrakt fram till sommaren 2023.
Den 11 augusti 2021 lånades Linnér ut till italienska Serie B-klubben Brescia på ett säsongslån. Linnér gjorde sin Serie B-debut den 17 september 2021 i en 2–2-match mot Crotone, där han blev inbytt i halvlek mot Jesse Joronen. Det var Linnérs första tävlingsmatch sedan 2019.
Den 6 februari 2022 lånades Linnér ut till GIF Sundsvall på ett låneavtal över sex månader. Avtalet bröts den 5 april 2022 efter att Linnér uttryckt sitt missnöje i Sundsvalls Tidning över att ha blivit petad i allsvenska premiären mot IK Sirius.

### Ålborg
Den 18 oktober 2022 blev Linnér klar för danska AaB, där han skrev på ett kortidskontrakt för resten av säsongen 2022.

### Brommapojkarna
Den 23 december 2022 blev Linnér klar för IF Brommapojkarna, där han skrev på ett tvåårskontrakt. I juni 2023 lämnade Linnér emellertid BP.

### Vendsyssel FF
Den 9 mars 2024 skrev Linnér på ett korttidskontrakt fram till sommaren med danska 1. division-klubben Vendsyssel FF.

### Petrolul Ploiești
Den 5 november 2024 skrev Linnér på ett kontrakt fram till sommaren 2026 med rumänska Petrolul Ploiești.

## Landslagskarriär
Linnér debuterade i det svenska P18-landslaget den 11 juni 2015. Totalt spelade han fem U19-landskamper.
Linnér debuterade för Sveriges A-landslag den 11 januari 2019 i en 2–2-match mot Island.

## Privatliv
Oscar Linnér är äldre bror till fotbollsspelaren Albin Linnér.

## Meriter
AIK
- Allsvenskan: 2018

## Klubbstatistik
| Klubb                                                     | Säsong            | Inhemsk liga      | Inhemsk liga | Inhemsk liga | Nat. täv. | Nat. täv. | Internat. täv. | Internat. täv. | Totalt | Totalt |
| Klubb                                                     | Säsong            | Serie             | SM           | Mål          | SM        | Mål       | SM             | Mål            | SM     | Mål    |
| --------------------------------------------------------- | ----------------- | ----------------- | ------------ | ------------ | --------- | --------- | -------------- | -------------- | ------ | ------ |
| AIK                                                       | 2015              | Allsvenskan       | 2            | 0            | 0         | 0         | 2              | 0              | 4      | 0      |
| AIK                                                       | 2016              | Allsvenskan       | 2            | 0            | 1         | 0         | 6              | 0              | 9      | 0      |
| AIK                                                       | 2017              | Allsvenskan       | 29           | 0            | 1         | 0         | 4              | 0              | 34     | 0      |
| AIK                                                       | 2018              | Allsvenskan       | 21           | 0            | 4         | 0         | 4              | 0              | 29     | 0      |
| AIK                                                       | 2019              | Allsvenskan       | 27           | 0            | 5         | 0         | 4              | 0              | 36     | 0      |
| AIK                                                       | Totalt i klubblag | Totalt i klubblag | 81           | 0            | 11        | 0         | 20             | 0              | 112    | 0      |
| Arminia Bielefeld                                         | 2019/20           | 2. Bundesliga     | 0            | 0            | 0         | 0         | 0              | 0              | 0      | 0      |
| Arminia Bielefeld                                         | 2020/21           | Bundesliga        | 0            | 0            | 0         | 0         | 0              | 0              | 0      | 0      |
| Arminia Bielefeld                                         | Totalt i klubblag | Totalt i klubblag | 0            | 0            | 0         | 0         | 0              | 0              | 0      | 0      |
| Antal matcher och mål är korrekt per den 27 februari 2021 |                   |                   |              |              |           |           |                |                |        |        |